# Vénéon
De Vénéon is een 34 kilometer lange rivier in Zuidoost-Frankrijk. Hij ontspringt in de gemeente Saint-Christophe-en-Oisans in het departement Isère. De Vénéon stroomt door het Nationaal park Les Écrins en mondt uit in de Romanche bij Le Bourg-d'Oisans.